# Rikissa Eriksdotter av Danmark
Rikissa Eriksdotter av Danmark, danska Regitse, född omkring 1275, död 1308, var en dansk prinsessa och furstinna av Mecklenburg-Werle. 

## Biografi
Hon var dotter till Danmarks kung Erik Klipping (1249–1286) och Agnes av Brandenburg (död 1304).
Rikissa gifte sig med furst Nikolaus II av Mecklenburg-Werle (död 1316). Äktenskapet hade arrangerats för att lösa en arvstvist kring en del gods som Nikolaus hade anspråk på i Danmark, och Rikissa sändes redan som barn till Werle, där hon uppfostrades i klostret i Bad Doberan. Påvens dispens för äktenskapet kom 1291 och vigseln borde ha skett efter detta, även om datumet är okänt. 
Paret fick dottern Sofia av Mecklenburg-Werle (död 1339), gift med greve Gerhard III av Holstein (mördad 1340).